# Kloster Rattoo

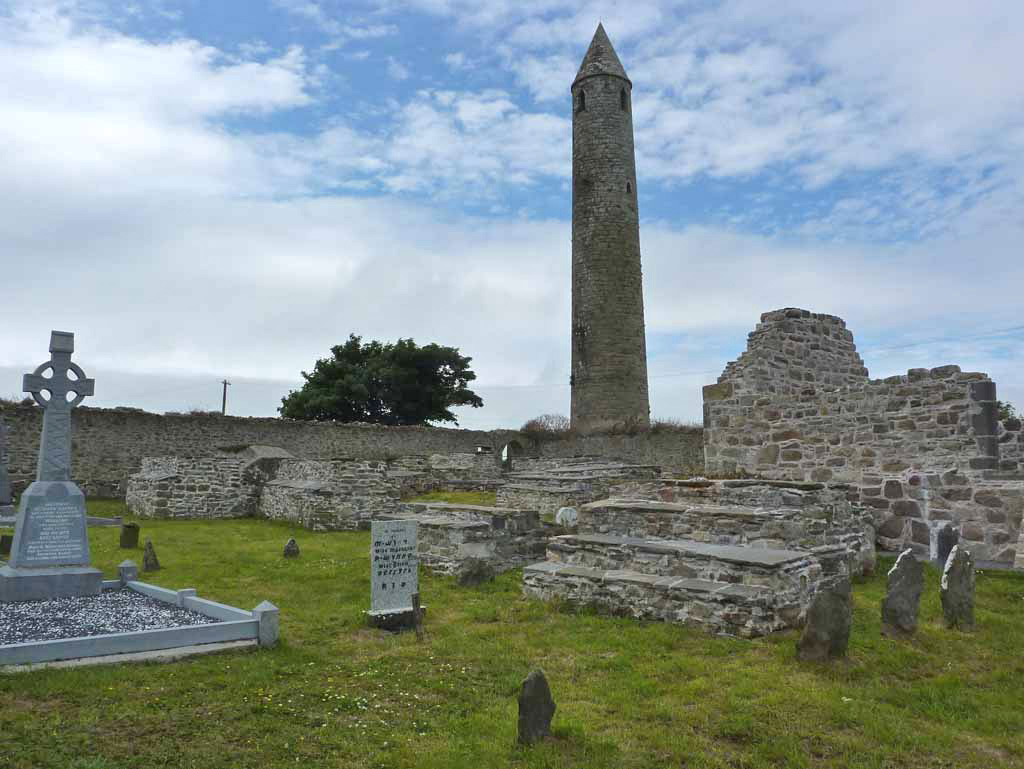
Rattoo mi dem Rundturm

Das Kloster Rattoo (irisch Ráth Tuaidh) ist die Ruine eines Augustiner-Chorherrenstifts, das sich nahe Ballyduff, etwa zehn Kilometer westlich der Stadt Listowel in der Grafschaft Kerry in Irland befindet. Von Bedeutung ist der guterhaltene Rundturm.

## Geschichte
Rattoo wird im Denkmälerverzeichnis der Grafschaft Kerry als der Ort einer frühen Klostergründung der Iroschottischen Kirche um das 6. Jahrhundert herumgeführt, die genauen Gründungsumstände und das Jahr der Niederlassung sind jedoch nicht bekannt. Neben dem Rundturm befindet sich die Ruine einer kleinen einschiffigen gotischen Kirche, deren Erbauung in das 15. Jahrhundert datiert wird. In der Ostwand der Kirche hat sich ein Zwillingsfenster erhalten.
Um 1200 wurde in Rattoo ein dem heiligen Johannes dem Täufer geweihtes Hospital errichtet, an dem sich kurz nach der Erbauung Augustiner-Chorherren niederließen. Unter ihnen war das Kloster den heiligen Peter und Paul geweiht und gehörte dem Arrouaise-Orden an. 1542 wurde der Konvent im Zuge der Reformation aufgehoben, das Kloster war aber wohl noch bis zu den Desmond-Rebellionen 1581 besiedelt.